# Maretina marquesana
Maretina marquesana är en kackerlacksart som beskrevs av Morgan Hebard 1935. Maretina marquesana ingår i släktet Maretina och familjen småkackerlackor. Inga underarter finns listade i Catalogue of Life.